# Нари (Афганистан)
Нари́ (пушту ناري‎, дари ناری Nāri) — горный район провинции Кунар в Афганистане. Расположен в восточной части провинции. Он граничит с районом Бар Кунар на западе, провинцией Нуристан на севере, Пакистаном на востоке и районом Дангам на юге. Район известен также под названием Нарай. Районный центр — деревня Нари (Нарай) 35°12′37″ с. ш. 71°31′30″ в. д., расположенный в долине реки на высоте 1153 метра над уровнем моря. Земли, пригодной для сельскохозяйственного использования в районе практически нет. Много жителей района уезжают на заработки в Пакистан.
Население района — 24500 человек (по данным 2006 года). Национальный состав — 60 % пуштуны, 40 % нуристанцы.